# Vol-Ras
Vol-Ras és una companyia catalana de teatre gestual sorgida del departament de Mim i Pantomima de l'Institut del Teatre de Barcelona.
El grup, format inicialment per quatre actors de la mateixa promoció, Joan Cusó, Pep Santacana, Joan Faneca i Joan Segalés, va fer una col·laboració a l'espectacle L'ombra d'un copalta damunt l'asfalt, de la programació del Teatre Grec de Barcelona del 1980, i va estrenar-se amb el nom de Vol-Ras a les Festes de la Mercè del mateix any. El 1981 va ser, juntament amb Tricicle, la representació catalana al Festival Internacional de Mim de Barcelona. Però el reconeixement de públic i crítica el van aconseguir a partir del 1983 amb Flight. Aquest mateix any van començar a participar en el prograna de TVE Planeta Imaginari. Durant aquesta etapa i fins al 1995, el grup el formaven «els tres joans», Joan Cusó, Joan Faneca i Joan Segalés, creadors i actors de tota una colla d'espectacles que van consolidar definitivament Vol-Ras. L'any 1995, Joan Cusó deixa la companyia, que serà regida, comandada i integrada per Joan Faneca i Joan Segalés.
En els seus trenta-cinc anys de trajectòria, més d'un milió d'espectadors han assistit a les prop de quatre mil representacions que han fet en teatres de diferents països. La seva presència a la televisió ha estat habitual i han participat en diferents programes i canals.
Joan Segalés i Joan Faneca van decidir acabar l'activitat de Vol-Ras l'any 2016 i van fer una gira de comiat amb la seva darrera obra, "Da capo".

## Espectacles estrenats
- El cas de la patata rossa (1981)
- Flight (1983)
- Strip-tease(1984)
- Oh! Stress (1987)
- Insòlit (1989)
- Pshhhhhh (1992)
- Gagmania (1995)
- Intríngulis (1997)
- GGP. Gestos, ganyotes i posturetes (1998)
- Violeta violada (2000)
- Again, again!!! (2001)
- Bon Voyage (2004)
- Mondomono (2005)
- Canguelis (2007)
- MIMAGINO (2008)
- SGAG (2009)
- Murphy (2011)
- Da Capo (2013)

## Fons
El seu fons es conserva al Centre de Documentació i Museu de les Arts Escèniques i consta part de les seves obres, a banda de documents personals i administratius. A més a més també hi trobarem fotografies i correspondència.